# Corry Brokken
Corry Brokken (Breda, 3 de desembre de 1932 - 31 de maig de 2016) era una cantant i presentadora de televisió neerlandesa que en una segona part de la seva vida va transformar-se en jurista. El 1957 va ser la primera neerlandesa que va guanyar el Festival de la Cançó d'Eurovisió. El 1963 i 1995 va guanyar un dels Edison Music Awards.
Corry Brokken va començar el 1952 a la ràdio neerlandesa amb la cançó I Apologize. El 1954 va sortir el seu primer disc i el 1956 va representar els Països Baixos per a la primera vegada al Festival de la Cançó d'Eurovisió amb la cançó Voorgoed Voorbij (Per sempre passat) que no va guanyar. En aquesta època només el nom del guanyador va publicar-se. El 1957 va guanyar amb Net als toen (Com a antany) del compositor Willy van Hemert. El 1958 i 1959 participà sense guanyar. Quan la seva filla va néixer el 1960 es va retirar una temporada de la vida pública, tot i que va sortir el seu primer àlbum: Corry's bed-time Story. El 1966 va ser convidada per a representar Alemanya al Festival d'Eurovisió però va refusar.

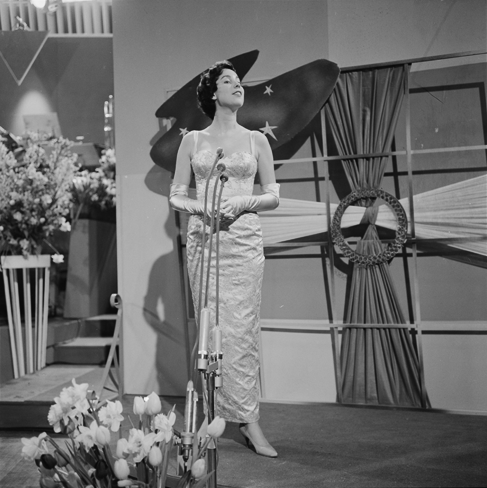
Corry Brokken al Festival d'Eurovisió de 1958

El 1960 va obtenir un número u al palmarès de la cançó neerlandès amb Milord que també va esdevenir famós en la versió d'Édith Piaf. Va conduir durant 16 setmanes la llista, un record que ningú mai no va trencar fins avui al seu país. La lletra d'aquesta cançó sobre una prostituta era força controvertida als Països Baixos molt puritans d'aquesta època. Era una aficionada del cabaret i va postular prop del cabaretista Wim Sonneveld que va refusar la col·laboració com que la considerava com massa famosa. Entre 1961 i1972 presentava programes a la ràdio i televisió. També editava moltes cançons, entre altres interpretacions neerlandesos molt reeixides de Charles Aznavour, "Mijn ideaal" (El meu ideal) (1962) i "La Mamma" (1964). Milord i La Mamma sortien també en versió alemanya. Va continuar la seva carrera a la televisió Alemanya a la cadena ARD a la qual va presentar Charles Aznavour, Gilbert Bécaud, Caterina Valente i Hildegard Knef. Però mai no va integrar-se i li queia difícil adaptar-se a la mentalitat alemanya.
El 1968 va passar a la discografia Polygram a la qual va publicar dos àlbums en neerlandès:"Corry Brokken zingt kleine cantates" (Corry canta petites cantates) i "Wereldsuccessen, met de complimenten van Corry" (Èxits mundials, amb els compliments de Corry). Va guanyar el premi prestigió de la cancçó lleugera neerlandesa Gouden Harp. El 1971 va parer prop EMI l'àlbum Voor Nancy (Per a Nancy) produït per Willem Duys i el 1973 el darrer àlbum abans d'una pausa llarga "Corry zingt Toon" (Corry canta Toon) amb cançons del cabaretier Toon Hermans. Comercialment aquest període no va ser molt exitòs. El 1976 va presentar altra vegada el Festival d'Eurovisió i va començar un estudi de dret. Després va instal·lar-se com advocat i el 1988 va ser nomenat com a jutge-suplent.
El 1996 realitzà un comeback amb un CD doble Net als toen amb un panorama de les seves obres. Seguia un CD nou amb el títol Mai pensat i va reeditar prop EMI Corry Brokken zingt… (CB canta…) amb cançons dels àlbums Voor Nancy i Corry zingt Toon amb èxit limitat. Les seves memòries ans al contrari, publicades el 2000 van conèixer quatre reedicions en pocs temps.
Despsrés del seu 70è anniversar va participar en la versió neerlandesa de la peça de teatre Els monolegs de la Vàgina de l'escriptora i feminista americana Eve Ensler. Participà igualment a una revista teatral Purper 100 una col·laboraciío que va haver d'interrompre després de li va ser diagnosticat un càncer de mama. A l'inici de 2008 va tenir un accident vascular cerebral que li va valdre una llarga rehabilitació.
El 2009 va parèixer la segona part de la seva autobiografia Toegift (Addició).

## Obres
Discografia - singles
| - 1954 - Auto-Scooter's Boogie (English) / Begin The Beguine - 78rpm10"single - RONNEX - 1059 - 1955 - Waarom? / Hier in de vrije natuur - 78rpm10"single - RONNEX - 10021 - 1955 - Wacht op miij / Auto-scooter's boogie (Dutch)(Sic!) - 78rpm10"single - RONNEX - 10026 - 1955 - Waarom? / Wacht op mij - 78rpm10"single - RONNEX - 10039 - 1955 - Rio De Janeiro (#1) / Nana (#1) - 78rpm10"single - RONNEX - 10063 - 1955 - Ein Tag mit Dir / Mein guter Stern - 78rpm10"single - RONNEX - 10082 - 1956 - Als de bomen bloeien / Hier In De Stille Laan - 78rpm10"single - RONNEX - 20035 - 1956 - Nana (#2) / Rio De Janeiro (#2) - 78rpm10"single - ODEON - O 29 054 - 1957 - Net als toen / Wees maar niet boos - 78rpm10"single - RONNEX - 1957 - 1957 - Grand Prix 1957 Eurovision: Net als toen ~ Hier in de stille laa / Wees maar niet boos ~ Als de bomen bloeien - 7"-ep - RONNEX - EP 008 - 1957 - Mr. Wonderful / The Story Of Love (Histoire d'un amour) - 78rpm10"single - PHILIPS - P 17780 H - 1957 - Auf Wiederseh'n mein Liebling ~ Mr. Wonderful / The Story Of Love ~ Remember My Forgotten Man - 7"ep - PHILIPS - PE 422 170 - 1957 - Ganz leis' erklingt Musik ~ Sing' Nachtigall sing / Unter de, tausend Laternen ~ Nun weiß ich den Weg zum deine Herzen - 7"-ep - PHILIPS - PE 422 171 - 1957 - Damals war alles so schön (Net als toen) / Seit wir uns sehen (Wees maar niet boos) - 78rpm10"single - PHILIPS - P 17797 H - 1957 - Fascination (Uit de film: Ariana (Love In The Afternoon)) (Fascination (Valse Tzigane)) / De messenwerper - 78rpm10"single - PHILIPS - P 17799 H - 1958 - Weet je nog (van de film: Jenny) / Ça c'est l'amour (Van de film: Les girls) - 78rpm10"single - PHILIPS - P 18054 H - 1958 - Heel de wereld / Weet je - 7"single - PHILIPS - 318 078 PF - 1958 - Hallo / Zigeuner - 7"single - AUGUSTIJNER MISSIE BOLIVIA - DF 99 164 - 1958 - Dors mon amour ~ C'était ... (C'était pour toi) (Wees maar niet boos) / Toi monn coeur tu sais (Heel de wereld) ~ Tout comme avant (Net als Ttoen) - 7"-ep - PHILIPS - 422 247 PE - 1960 - Milord / Mustapha - 7"single - PHILIPS - 318 375 PF - 1960 - De Zigeuners / Een wals uit duizenden - 7"single - PHILIPS - 318 393 PF - 1960 - Milord: Milord ~ Mustapha / De Zigeuners (Les Gitans) ~ Majorca-Song (El Berebito) - 7"-ep - PHILIPS - 422 459 PE - 1960 - Milord (Duits) / Moro (Duits) - 7"single - PHILIPS - 318 418 PF - 1961 - Ballade vvan de gevangene / De harlekijn van Granada - 7"single - PHILIPS - 318 498 PF - 1961 - Er sah' aus wie ein Lord / Bonjour, Paris - 7"single - PHILIPS - 345 269 PF - 1961 - Nooit krijg ik spijt (Non, Je ne regrette rien) / Als 'n Licht In De Nacht (Les Amants Merveilleux) - 7"single - PHILIPS - 318 499 PF - 1961 - Nooit Krijg Ik Spijt (Non, Je ne regrette rien) ~ Ballade Van De Gevangene / Als 'n Licht In De Nacht (Les Amants Merveilleux) ~ De Harlekijn Van Granada (L'arlequin De Tolède) - 7"-ep - PHILIPS - 433 033 PE - 1961 - Romeo (Salomé) / Zeven liedjes zal ik zingen (I'll Sing Seven Songs Four You) - 7"single - PHILIPS - 318 609 PF - 1961 - Maurice, der alte Charmeur / Wie der Traum meiner schlaflosen Nächte - 7"single - PHILIPS - 318 619 PF - 1961 - Corry Brokken - 7"-ep - PHILIPS - 433 068 PE - 1962 - Du Bist Durchschaut / Er Macht Musik Am Montparnasse - 7"single - PHILIPS - 318 678 PF - 1962 - Er macht Musik am Montparnasse: Maurice, der alte Charmeur ~ Du bist durchschaut / Wie der Traum meiner schlaflosen Nächte ~ Er macht Musik am Montparnasse - 7"-ep - PHILIPS - 433 063 PE - 1962 - Nitschewo / Vannacht (Afscheid van een Lunapark) - 7"single - PHILIPS - 318 720 PF - 1962 - Mijn ideaal (Tu te laisses aller) / Het telegram (Télégrammes) - 7"single - PHILIPS - 318 786 PF - 1962 - Es war im Frühling, Chérie / Wenn ich nur wüsst! - 7"single - PHILIPS - 318 791 PF | - 1962 - Fiesta Brasiliana / Bij Deze tango wordt alles donker - 7"single - PHILIPS - 318 833 PF - 1962 - Mijn ideaal: Mijn ideaal ~ Bij deze tango wordt alles donker / Het telegram ~ Fiesta Brasiliana - 7"-ep - PHILIPS - 433 153 PE - 1962 - BP Super Mix Song - 7"FD - BP - SHOL 085 - 1963 - Danswijsje (Dansevisie) / Ga niet weg (T'en va pas) - 7"single - PHILIPS - 327 528 JF - 1963 - Moordballade (Mack The Knife) / Zeerover Jenny (Seeräuber Jenny) - 7"single - PHILIPS - JF 327 569 - 1963 - Nu, meer dan ooit (Your Other Love) / Tra-La-La-La-La - 7"single - PHILIPS - JF 327 596 - 1964 - La Mamma (Zij kwamen overal vandaan) / Geef mij je hand (Donnez-moi la main) - 7"single - PHILIPS - JF 327 642 - 1964 - La Mamma: La Mamma (Zij kwamen overal vandaan) ~ Geef mij je hand/ Nu, meer dan ooit ~ Tra-La-La-La-La - 7"-ep - PHILIPS - 433 244 PE - 1964 - Glück und Glas / Flohmarkt-Melodie - 7"single - PHILIPS - 318 906 PF - 1964 - Woorden in 't zand (Les mots d'amour) / De Clown (Siamo Pagliacci) - 7"single - PHILIPS - JF 327 718 - 1964 - Adios a la Mamma (La Mamma) / Los Gitanos - 7"single - PHILIPS - JF 327 746 - 1964 - Een huis is nog geen thuis (A House Is Not A Home) / Als je mij verlaat (You'll Never Get To Heaven(If You Break My Heart)) - 7"single - PHILIPS - JF 327 757 - 1965 - La Mamma (German Lyrics) / Gib Mir Die Hand - 7"single - PHILIPS - 318 943 PF - 1965 - Venetië (Que c'est triste Venise) / Donau-Lied - 7"single - PHILIPS - JF 327 803 - 1965 - Venice Blue / The Gypsies (Les Gitans) - 7"single - PHILIPS - BF 1457 - 1965 - La Mamma (Zij kwamen overal vandaan) ~ French Song / Venice Blue ~ Gypsies - 7"-ep - PHILIPS - 433 308 PE - 1965 - De messenwerper / De Zigeuners (Les Gitans) - 7"single - PHILIPS - JF 327 763 - 1965 - Ntjilo Ntjilo / Madonnakindje - 7"single - PHILIPS - JF 327 855 - 1965 - Tommy-Tom (Laura Lee) / Als je maar nooit bekent (N'avoue jamais) - 7"single - PHILIPS - JF 327 868 - 1965 - Don Juan / Ave Maria, no morro - 7"single - PHILIPS - JF 327 925 - 1966 - So ist die Liebe, mon ami (Als je maar nooit) / Venedig In Grau - 7"single - PHILIPS - 318 955 PF - 1966 - Zo gat het meisjes altijd (The Men In My Little Girl's Life) / Goedenacht Marjolijn - 7"single - PHILIPS - JF 327 979 - 1966 - Tweedehands jet (Second Hand Rose) / Zeventien April - 7"single - PHILIPS - JF 333 515 - 1966 - Alle meine Träume / Kind Nummer zehn (Second Hand Rose) - 7"single - PHILIPS - PF 318 960 - 1966 - Nimm meine Hand / Spiel, Zigeuner (Les deux guitares) - 7"single - PHILIPS - JF 333 595 - 1967 - Zeven uur (Supper Time) / Ik moet weg (Gotta Move) - 7"single - PHILIPS - JF 333 665 - 1967 - Und sie trug eine Rose im Haar / Von deinen Träumen kannst du nicht leben - 7"single - POLYDOR - 52866 - 1967 - Hart te koop / Ik kan niet zonder jou - 7"single - POLYDOR - S 1224 - 1967 - Ik kan niet zonder jou: Ik kan niet zonder jou ~ Hart te koop / Geen stad als Amsterdam ~ Koningskind - 7"-ep - POLYDOR - sep-47 - 1967 - Kom terug bij mij / Onze roman (Notre roman) - 7"single - POLYDOR - S 1253 - 1968 - Fremde Strassen / Mylady - 7"single - POLYDOR - 53009 - 1968 - Heiss ist der Kaffee / Ich bin glücklich obwohl ich weine. - 7"single - POLYDOR - 53061 - 1968 - Als ik groot ben / Is het heus? (met Mark en Sabine) - 7"single - POLYDOR - S 1275 - 1968 - Milord / Zigeuners (Les Gitans) - 7"single - PHILIPS - JF 334 617 - 1969 - Meine Liebesmelodie (Cent-mille chansons) / Die letzten 7 Tage (The Last Seven Days) - 7"single - COLUMBIA - 1C 006 28720 - 1975 - La Mamma (German) / Milord (German) - 7"single - PHILIPS - 6012 497 - 1982 - La Mamma (Zij kwamen overal vandaan) / Milord - 7"single - PHILIPS - 6017 272 |

Discografia - àlbums
- 1958 - Corry's Bed-Time Story - 10"-lp - PHILIPS - P 10923 R
- 1965 - De Corry Brokken Show - 12"-lp - PHILIPS - P 12970 L
- 1965 - Corry Brokken (German version) - 12"-lp - PHILIPS - 840 379 PY
- 1965 - Corry Brokken (nl version) - 12"-lp - PHILIPS - P 12975 L
- 1966 - De beste Van Corry Brokken - 12"-lp - PHILIPS - XPL 655 007
- 1968 - Corry Brokken zingt kleine kantates - 12"-lp - POLYDOR - 184 119
- 1968 - Miss Wonderful - 12"-lp - PHILIPS - 870 047 BFY
- 1968 - Met de complimenten van Corry - Wereldsuccessen - 12"-lp - POLYDOR - 656 006
- 1971 - Voor Nancy - 12"-lp - IMPERIAL - 5C 062 24394
- 1972 - Corry zingt Toon - 12"-lp - IMPERIAL - 5C 062 24742
- 1972 - Corry Brokken - 12"-lp - PHILIPS - 6440 073
- 1974 - La Mamma - Corry Brokken Und Ihre Grossen Erfolge - 12"-lp - FONTANA - 6428 085
- 1981 - Motive - 12"-lp - PHILIPS - 6375 398
- 1994 - Net als toen - Een hommage aan een onvergetelijke zangeres - 2 cd's - MERCURY - 522 864 2
- 1996 - Milord - cd - BEAR FAMILY - BCD 15877 AH
- 1996 - La Mamma - cd - BEAR FAMILY - BCD 15883 AH
- 1996 - Nooit gedacht - cd - MERCURY - 534 312 2
- 1997 - Nana - Die Ronnex Aufnahmen - cd - BEAR FAMILY - BCD 16120 AH
- 1997 - Corry Brokken zingt - 2 cd's - EMI - 856 763 2
- 2003 - Milord - cd - ROTATION - 067 349 2
- 2009 - De keuze van Annie De Reuver - cd - WETON WESGRAM - NN020

Bibliografia
- 2000 Wat mij betreft (Memòries)[1]
- 2009 Toegift (Memòries part 2)[2]